# Pseudoleon superbus
Pseudoleon superbus ist die einzige Vertreterin der monotypischen Libellen-Gattung Pseudoleon aus der Unterfamilie der Sympetrinae. Sie tritt zwischen Arizona und Kolumbien auf.

## Merkmale

### Bau der Imago
Das Tier erreicht eine Länge von 34 bis 45 Millimeter, wobei 21 bis 29 Millimeter davon auf das Abdomen entfallen. Die Hinterflügel sind zwischen 30 und 36 Millimeter lang.
Junge Tiere haben ein bleiches Gesicht das mit dem Alter sehr schnell schwarz wird. Die Facettenaugen sind hell mit dunklen Streifen. Der Thorax ist bräunlich und weist einige dunkelbraune Streifen auf. Mit dem Alter wird auch er immer schwärzer. Die Flügel sind sehr unterschiedlich gemustert, weisen aber stets ein dunkles Band am Nodus auf. Bei den von Haus aus schwärzeren Flügeln der Männchen kann es aber auch durchaus passieren, dass die kompletten Hinterflügel bis auf die Spitze schwarz werden. Auch die Vorderflügel sind dann meist, die innere Hälfte ausgenommen, schwarz. Die Beine wechseln mit dem Alter ebenfalls den Farbton von braun nach schwarz. Das Abdomen ist braun und weist vor seiner Umfärbung ins Schwarze V-förmige Muster auf.

## Ähnliche Arten
Die Pseudoleon superbus sieht der Erythrodiplax umbrata sehr ähnlich. Diese hat allerdings meist eine weniger ausgeprägte Flügelmusterung.

## Namensgebung
Die Art wurde erstmals 1848 unter dem Namen Celithermis superba durch Hagen anhand eines Tieres aus Mexiko beschrieben. Dieser Holotyp befindet sich in der Sommer's Collection. Seinen heutigen Namen erhielt das Tier als es W. F. Kirby 1889 als Generotyp der Gattung Pseudoleon verwandte.